# 莱科特达雷
莱科特达雷（法語：Les Côtes-d'Arey，法語發音：[le kot daʁɛ] ⓘ）是法国伊泽尔省的一个市镇，属于维埃纳区。

## 地理
莱科特达雷（45°27'21"N, 4°52'1"E）面积24.31 平方千米，位于法国奥弗涅-罗讷-阿尔卑斯大区伊泽尔省，该省份为法国东南部内陆省份，北起顺时针与安省、萨瓦省、上阿尔卑斯省、德龙省、阿尔代什省、卢瓦尔省和罗讷省。
与莱科特达雷接壤的市镇（或旧市镇、城区）包括：圣普里姆、圣索尔兰德维埃纳、韦尔尼奥、維埃納、沙隆、谢雪、雅尔丹、勒旺坦-沃格里、瓦雷兹河畔欧布里沃。

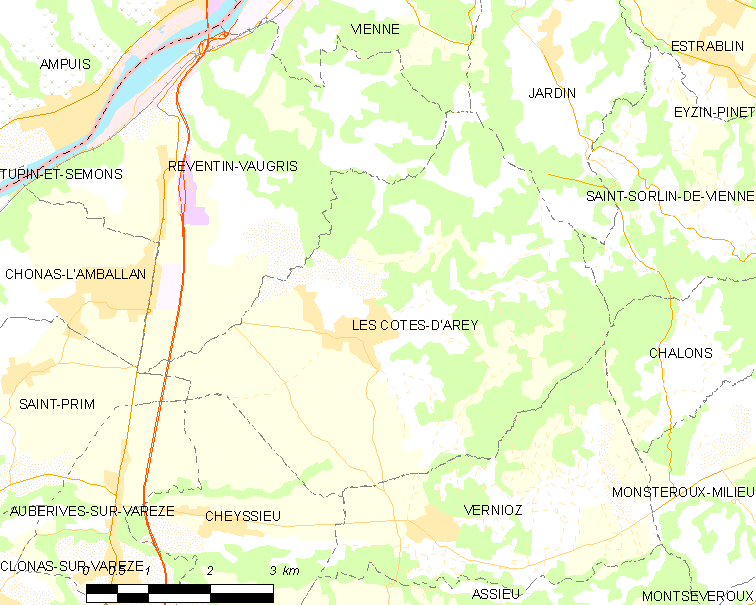
莱科特达雷的OSM定位图

莱科特达雷的时区为UTC+01:00、UTC+02:00（夏令时）。

## 行政
莱科特达雷的邮政编码为38138，INSEE市镇编码为38131。

## 政治
莱科特达雷所属的省级选区为维埃纳第二县。

## 人口

1962-2008年间莱科特达雷人口变化图示

莱科特达雷于2022年1月1日时的人口数量为2023人。